# Деньйон Лоудер
Деньйон Лоудер (англ. Danyon Loader; нар. 21 квітня 1975) — новозеландський плавець.
Олімпійський чемпіон 1996 року, призер 1992 року.
Переможець Ігор Співдружності 1994 року, призер 1998 року.